# Fulgor Libertas Forlì
Maillots
Le Fulgor Libertas Forlì était un club italien de basket-ball issu de la ville de Forlì, disparu en 2015.

## Joueurs célèbres ou marquants
- Ty Abbott
- Bradley Wanamaker
- Marco Carraretto
- Andrija Žižić